# 杨春光 (少将)
杨春光 ，男，原云南省軍區司令員，中國人民解放军少將，中国共产党党员。

## 生平
曾任新疆軍區司令部军務長、副參謀長，蘭州军區副參謀長，西部战区陆军领导等職务，2017年起任云南省军区司令员，2020年5月到龄退休。